# École des beaux-arts de Versailles
Pour les articles homonymes, voir École des beaux-arts.
L'École des beaux-arts de Versailles, située au 11, rue Saint-Simon à Versailles, est une école d'art française municipale fondée en 1816.

## Pédagogie
L'école assure au sein de deux sections, temps complet et temps partiel, un enseignement de haut niveau délivré par des professeurs diplômés d'État, enseignants-créateurs.
Les matières enseignées sont le dessin d'observation, les recherches graphiques, la perspective, la couleur, la peinture, le modèle vivant, le volume, l'histoire de l'art, la sculpture, l'infographie, la gravure, la photographie, la vidéo et la reliure.

## Directeurs
- Ferdinand Wachsmuth (1802-1869)

## Élèves notables
- Daniel Guyonnet
- Marie-Françoise de L'Espinay